# Ligament transverse de l'acétabulum
Le ligament transverse de l'acétabulum est un ligament intra-articulaire de l'articulation coxale.

## Description
Le ligament transverse de l'acétabulum est la portion du labrum acétabulaire qui forme un pont au-dessus de l'incisure de l'acétabulum entre les deux cornes de la surface lunaire de l'acétabulum.
Cette portion du labrum est composée de fibres sans cellules cartilagineuses.
Il transforme l'incisure en foramen par lequel l'articulation reçoit ses vaisseaux nutritifs.
Il empêche le déplacement vers le bas de la tête fémorale.